# ケイトリン・クラーク
ケイトリン・エリザベス・クラーク（Caitlin Elizabeth Clark, 2002年1月22日 - ）は、アメリカ合衆国アイオワ州デモイン出身の女子プロバスケットボール選手。WNBAのインディアナ・フィーバーに所属している。ポジションはポイントガード。NCAAディビジョンIにおける通算最多得点記録保持者であり、カレッジスポーツ史上最高の女子選手の一人と評されている。

## 経歴

### インディアナ・フィーバー
2024年のWNBAドラフトにて、全体1位でインディアナ・フィーバーから指名され入団した。

## プレースタイル
女性のポイントガードとしては大柄な183cmの身長で、多彩なオフェンスのスキルを誇る。ペイントエリア、ミドルレンジ、3ポイントのどこからでも得点することが可能で、3ポイントラインのかなり後ろからシュートを放つことも多く、「女性版ステフィン・カリー」と評されることもある。また、パスの能力も高く、ピック・アンド・ロールに定評がある。

## 評価・影響
クラークは多くのメディアからカレッジバスケットボールにおける史上最高の女子選手と評されている。女子選手としては前例のない広いシュートレンジと高いシュート力から、女子バスケットボール界に革命をもたらしたと評され、その影響は男子バスケットボールにおいてステフィン・カリーが与えたものに匹敵するとされている。USAトゥデイはクラークについて「バスケにおける『良いシュート』の定義を変えた」と評価している。
クラークは大学時代にその活躍で女子バスケットボールを全米に普及させたことでも知られている。アイオワ大学女子バスケットボールチームはクラークの在籍最終年となる2023-24シーズンに史上初めてホームで行われた試合のチケットを全て完売させ、プレシーズンのエキシビジョンマッチにて女子バスケットボール史上最大の観客動員数（55,646人）を記録した。また、アイオワ大学をホームに迎えた相手チームもクラークの影響で平均観客動員数が150%増加した。
クラークが出場したNCAAトーナメントでは、最後の3試合で女子大学バスケットボールの視聴者記録を更新し、決勝では1,890万人の視聴者を記録。これは2019年以来、性別、プロアマ問わず最も視聴されたバスケットボールの試合であり、NCAAトーナメントにおいて女子の決勝が男子の決勝の視聴者数を上回った史上初の事例となった。

## 個人成績

### カレッジ
| シーズン | チーム   | GP  | GS  | MPG  | FG%  | 3P%  | FT%  | RPG | APG | SPG | BPG | PPG  |
| -------- | -------- | --- | --- | ---- | ---- | ---- | ---- | --- | --- | --- | --- | ---- |
| 2020–21  | アイオワ | 30  | 30  | 34.0 | .472 | .406 | .858 | 5.9 | 7.0 | 1.3 | .5  | 26.6 |
| 2021–22  | アイオワ | 32  | 32  | 35.9 | .452 | .332 | .881 | 8.0 | 8.0 | 1.5 | .6  | 27.0 |
| 2022–23  | アイオワ | 38  | 38  | 34.4 | .473 | .389 | .839 | 7.1 | 8.6 | 1.5 | .5  | 27.8 |
| 2023–24  | アイオワ | 39  | 39  | 34.8 | .455 | .378 | .860 | 7.4 | 8.9 | 1.8 | .5  | 31.6 |
| 通算     | 通算     | 139 | 139 | 34.8 | .462 | .377 | .858 | 7.1 | 8.2 | 1.5 | .5  | 28.4 |